# Особняк Варгунина
Особняк Варгунина — здание в Санкт-Петербурге на Фурштатской улице в Центральном районе города. Является памятником архитектуры федерального значения.

## История
Здание особняка было построено для К. А. Варгунина из семьи предпринимателей Варгуниных, владевших Невской писчебумажной фабрикой близ Санкт-Петербурга. Оно было возведено на прямоугольном участке c проездом во двор с левой стороны здания, правой стороной примыкая к соседнему зданию. Автором проекта здания выступил российский архитектор Александр Иванович фон Гоген, но и сам К. А. Варгунин принял самое активное участие в проектировании особняка.
Особняк был возведён в стиле эклектики: были использованы различные архитектурные приёмы: мотивы классицизма (рустика), нового барокко (вазы в нишах), ренессанса (окна второго этажа), модерна (несимметричный фасад). Центр фасада особняка находится между выступающими двумя разными по форме и объёму ризалитами, левый из которых оформлен выдающимся наружу эркером, на верху которого находится картуш с инициалами владельца дома и широким аттиком. Благодаря своей яркой архитектуре особняк Варгунина выделяется из общей череды доходных домов Фурштатской улицы.
Внутренние помещения здания отличались богатой отделкой, особенно зал, гостиная, столовая и кабинет, для оформления стен и потолков которых использовалась дубовая панель. Доминантой внутреннего убранства дома является широкая лестница в вестибюле с двумя комнатами по сторонам, которая освещалась тремя окнами со стороны двора. Лестница ведёт на промежуточную площадку, после которой двумя крыльями расходится наверх. Из вестибюля двери вели в бильярдную, комнаты для гостей и винный погреб. На втором этаже три двери ведут в центральную залу-гостиную, в приемную и в столовую. По обеим сторонам гостиной находились кабинет в стиле ренессанса и диванная.
Упоминается большой камин, почти достигавший карниза комнаты. Для освещения столовой использовался плафон, выполненный из разноцветного стекла с рисунком. Въезд во двор особняка украшался воротами из кованого железа, установленными на каменных столбах c фонарями.
Сам К. А. Варгунин в особняк так и не вселился, и здесь проживал его сын с женой. В 1912—1916 гг. дом сдавался в аренду, упоминается, что в 1916 г. здесь располагалось посольство Испании, в 1918 г. — Управление коллегии по управлению Балтийской госпитальной флотилией РОКК. В последующие годы дом какое-то время пустовал, придя в запустение, затем в нём работал детоприемник для беспризорников, потом в доме были устроены коммунальные квартиры. В 1925—1927 гг. в доме располагалась трудовая артель «Беднота». В 1930—1950-е гг. в бывшем особняке находился Ленинградский стоматологический институт, а в период блокады Ленинграда — организация местной противовоздушной обороны. С начала 1950-х гг. — Ленинградское отделение Союза обществ дружбы и культурных связей с зарубежными странами. С 1963 года в здании находится Дворец бракосочетания № 2.